# Steven Van Zandt
Steven Van Zandt (født 22. november 1950 i Boston, Massachusetts) er en amerikansk musiker, sangskriver, arrangør, producer, skuespiller og radio disc jockey, der ofte går under kunstnernavne Little Steven eller Miami Steve. Han er bedst kendt som medlem af Bruce Springsteens E Street Band, hvor han spiller guitar og mandolin og som skuespiller i tv-dramaet The Sopranos (1999-2007), hvor han spillede karakteren Silvio Dante. Yderligere er han hovedperson i den norske tv-serie, Lilyhammer.